# Ignace d'Antioche
Pour les articles homonymes, voir Saint Ignace.

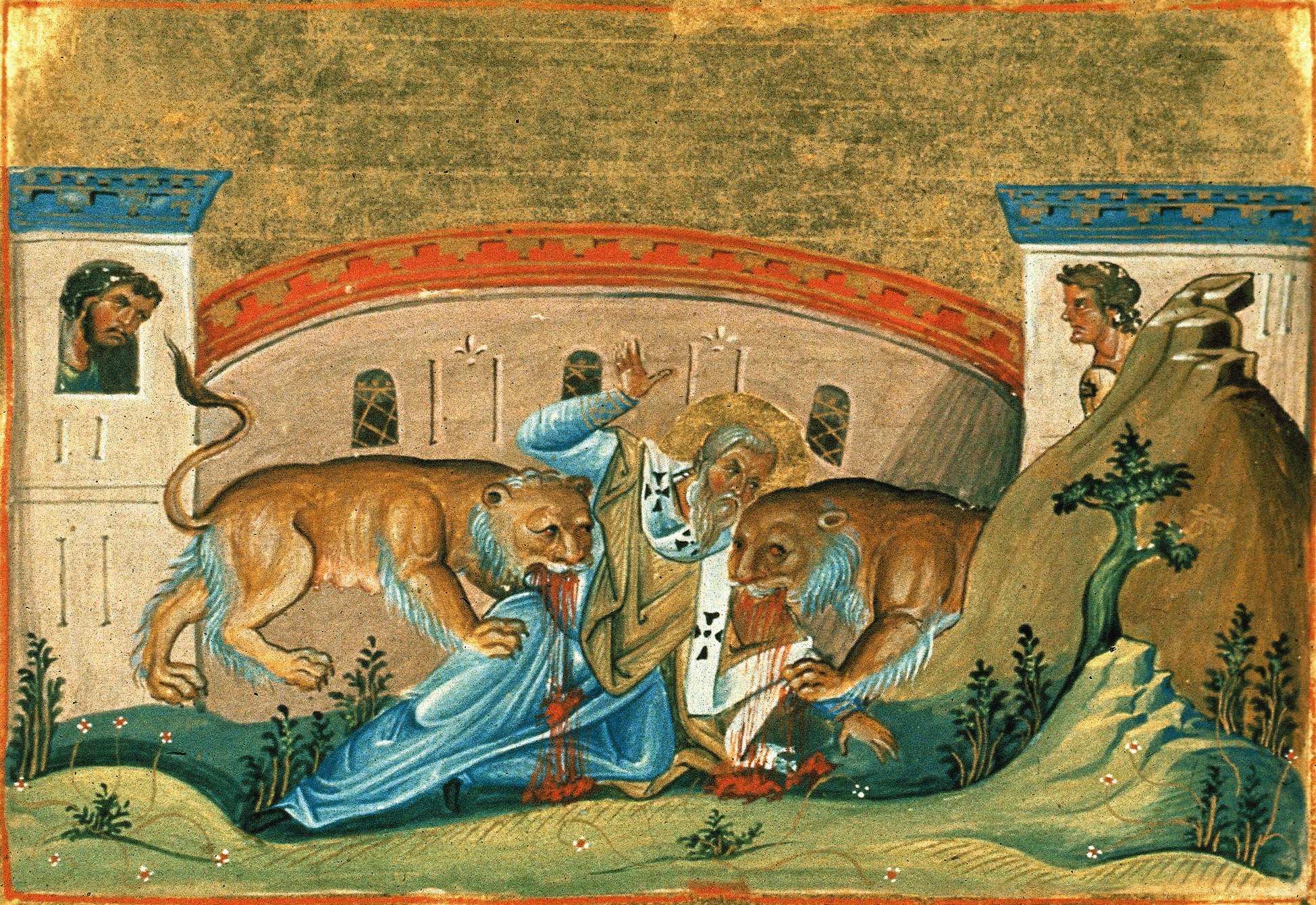
Le martyre de saint Ignace dans le manuscrit du Ménologe de Basile II (vers l'an 1000).

Saint Ignace d'Antioche (en grec ancien : Ἰγνάτιος Ἀντιοχείας / Ignátios Antiokheías) ou Ignace le Théophore (en grec ancien : Ἰγνάτιος ὁ Θεοφόρος / Ignátios ho Theophóros), né vers 35 dans la province de Syrie et mort à Rome en martyr, probablement en 107 ou 113, fut le troisième évêque d'Antioche, après saint Pierre et Évode, à qui il succéda vers 68. Disciple direct des apôtres Pierre et Jean, il est surtout connu pour avoir proposé le terme de "christianisme" à travers sa parole et ses lettres apostoliques, associant notamment le martyre pour la foi aux grains de blé moulus pour devenir le pain de l'Eucharistie.
Ses lettres apostoliques développant une première théologie eucharistique le font ranger parmi les Pères apostoliques, et la deuxième génération des Pères de l'Église. Ses écrits nous font savoir qu'il fut arrêté comme chrétien et conduit sous escorte à Rome où il s'attendait à être jeté aux bêtes (damnatio ad bestias), mais on ignore les circonstances de sa mort.
C'est un saint pour l'Église catholique latine, qui le fête le 17 octobre (ce fut longtemps le 1er février), et pour les Églises orthodoxes et catholiques orientales, qui le fêtent le 20 décembre.

## Histoire
Seul le récit tardif du Martyre de Saint Ignace nous donne un récit de sa vie. Par déduction des écrits d'Eusèbe de Césarée, il serait né vers 35 dans la province de Syrie. Il fut le troisième évêque d'Antioche, après saint Pierre et Évode, à qui il succéda vers 68. Antioche est alors la troisième ville de l'empire après Rome et Alexandrie et compte environ 500 000 habitants.
Selon le Martyre de saint Ignace, Ignace fut arrêté par les autorités et transféré à Rome pour être mis à mort dans l'arène, pendant la persécution de Trajan. Il s'agissait de faire un exemple afin de freiner l'expansion du christianisme. Au contraire, sur le chemin qui l'amenait à la mort, il rencontra et encouragea de nombreux chrétiens, écrivit des lettres aux Éphésiens, aux  Magnésiens, Tralliens, Philadelphiens, Smyrniens, et aux Romains, de même que la lettre à l'évêque Polycarpe de Smyrne, qui selon la tradition était un disciple de saint Jean l'Évangéliste.
Son désir très fort du martyre sanglant dans l'arène, que lui attribue le récit, peut sembler étrange au lecteur moderne : il conçoit le martyre comme une libation, un sacrifice envers le Christ.

## Lettres authentiques et apocryphes

### Les lettres d'Ignace d'après les témoignages primitifs
- Eusèbe de Césarée, qui écrit deux siècles plus tard, consacre un chapitre entier de son Histoire ecclésiastique à la vie et aux sept lettres écrites par Ignace sur le chemin de Rome :

« De Syrie, Ignace fut envoyé à Rome pour être livré en pâture aux bêtes sauvages, à cause du témoignage qu'il avait rendu du Christ. En accomplissant son voyage à travers l'Asie, sous la surveillance sévère des gardes dans toutes les villes où il s'arrêtait, à travers des prédications et des avertissements, il renforçait les Églises; et surtout, il exhortait, avec la plus grande vigueur, à se garder des hérésies, qui commençaient alors à se multiplier, et recommandait de ne pas se détacher de la tradition apostolique. »
La première étape du voyage d'Ignace vers le martyre fut la ville de Smyrne, où était évêque Polycarpe, disciple de l'apôtre Jean. Ignace y écrivit quatre lettres, respectivement  aux  Églises  d'Éphèse, de Magnésie, de Tralles et de Rome. « Parti de Smyrne », poursuit Eusèbe « Ignace arriva à Troade, et de là, envoya de nouvelles lettres » deux aux Églises de Philadelphie et de Smyrne, et une à l'évêque Polycarpe.

- Le témoignage de Polycarpe de Smyrne.

Quelques jours après le passage d'Ignace à Philippes, les Philippiens prièrent Polycarpe de leur communiquer les lettres de l’évêque d’Antioche qu’il possédait.
Polycarpe répond à cette demande : 
« Comme vous nous l'avez demandé, nous vous envoyons les lettres d'Ignace, celles qu'il nous a adressées et toutes celles que nous avons chez nous… »
Lettre à Polycarpe

« Ignace, dit aussi Théophore, à Polycarpe, évêque de l'Église de Smyrne, ou plutôt qui a pour évêque Dieu le Père et le Seigneur Jésus-Christ, salut et toute sorte de joies !

Accueillant avec joie les sentiments que tu as pour Dieu, fondés comme un roc inébranlable, je glorifie à l'extrême le Seigneur de m'avoir jugé digne de contempler ton visage irréprochable : puissé-je en jouir en Dieu !

Je t'exhorte, par la grâce dont tu es revêtu, à presser ta course et exhorter tous les frères pour qu'ils soient sauvés. Justifie ta dignité épiscopale par une entière sollicitude de chair et d'esprit ; préoccupe-toi de l'union, au-dessus de laquelle il n'y a rien de meilleur. Porte avec patience tous les frères comme le Seigneur te porte toi-même.

Tous, peinez ensemble les uns avec les autres, ensemble combattez, luttez, souffrez, dormez, réveillez-vous, comme des intendants de Dieu, comme ses assesseurs, ses serviteurs.

Le chrétien n'a pas pouvoir sur lui-même, mais il est libre pour le service de Dieu. Cela est l'œuvre de Dieu, et aussi la vôtre quand vous aurez accompli cela. »

— Ignace d'Antioche, Lettre à Polycarpe, 1.6-7, trad. Th. Camelot, « Sources chrétiennes » 10, Cerf, 1969, p. 147.151-155.

### Consensus sur la fausseté d'une partie du corpus
Vu le faible nombre d'écrits de cette période de l'Église, ces lettres (CPG 1025-1036) eurent une influence dans le développement de la théologie chrétienne. Elles semblent avoir été écrites en grande hâte et sans véritable plan, comme une succession non systématique de pensées.
Ignace est le premier écrivain chrétien dont les écrits nous sont parvenus et qui insiste fortement sur la loyauté à l'évêque de la ville, assisté par les presbytres (prêtres) et les diacres. Les écrits antérieurs mentionnent en effet soit les évêques soit les  presbytres, et donnent l'impression qu'il y avait plusieurs évêques par communauté. Ignace insiste aussi sur la valeur de l'Eucharistie, et l'appelle un « médicament pour la vie éternelle ». Il montrait que l'Église romaine avait primauté sur les autres Églises, car elle présidait à l'amour.
Parmi la quinzaine d'épîtres qui nous sont parvenues sous le nom d'Ignace d'Antioche, seules sept, celles citées par Eusèbe de Césarée, sont considérées couramment comme authentiques. La question d'authenticité ne porte pas seulement sur le nombre d'écrits, mais aussi sur leur contenu.
En effet, certaines de ces lettres nous sont parvenues sous trois « formes » : une brève, une moyenne et une longue. L'ensemble des critiques — parmi lesquels il convient de nommer Tischendorf — s'accordent pour reconnaître à la forme « moyenne » (aussi nommée « recension moyenne ») les caractères d'originalité, la forme brève (pour les lettres à Polycarpe, aux Romains et aux Éphésiens, en syriaque) s'avérant une forme abrégée de ces lettres, tandis que la forme longue (présente dans les manuscrits contenant les lettres reconnues comme pseudépigraphes) est une recension interpolée dans une optique théologique ultérieure. Les lettres, dans la forme « moyenne », nous sont parvenues en différentes langues : quelques manuscrits grecs présentent les lettres à Polycarpe, aux Éphésiens, Magnésiens, Tralliens, Philadelphiens, et Smyrniotes, un autre la Lettre aux Romains. Cette lettre « aux Romains » se trouve aussi insérée dans un manuscrit syriaque du Martyre de saint Ignace. Une version latine, faite sur le grec, de ces lettres est aussi connue, ainsi qu'une version arménienne, faite sur une traduction syriaque. Enfin, la Lettre aux Smyrniotes est aussi connue par une version copte. L'ensemble de ces versions a permis de rétablir le texte des épîtres dans un degré de probabilité tout à fait remarquable. Signalons aussi une version arabe de la forme « moyenne » des sept lettres dépendant du texte syriaque qui n'a guère été remarquée.
Les lettres aux Tarsiens, Antiochiens, Philippiens, au diacre Héron, à l'apôtre Jean, à la Vierge Marie, ainsi que la correspondance avec la prosélyte Marie, présentes dans les manuscrits offrant la forme « longue » (interpolée) des lettres d'Ignace sont reconnues comme des pseudépigraphes nettement plus tardifs.
Le récit du Martyre de saint Ignace, abondamment utilisé pour rédiger les « biographies » d'Ignace, est tardif. Les divers anachronismes qu'il comporte n'en font pas un document historiquement fiable : c'est l'un de ces innombrables « actes de martyrs » où l'imagination du rédacteur supplée au manque d'information.

### Débat sur l'authenticité des lettres de la recension moyenne

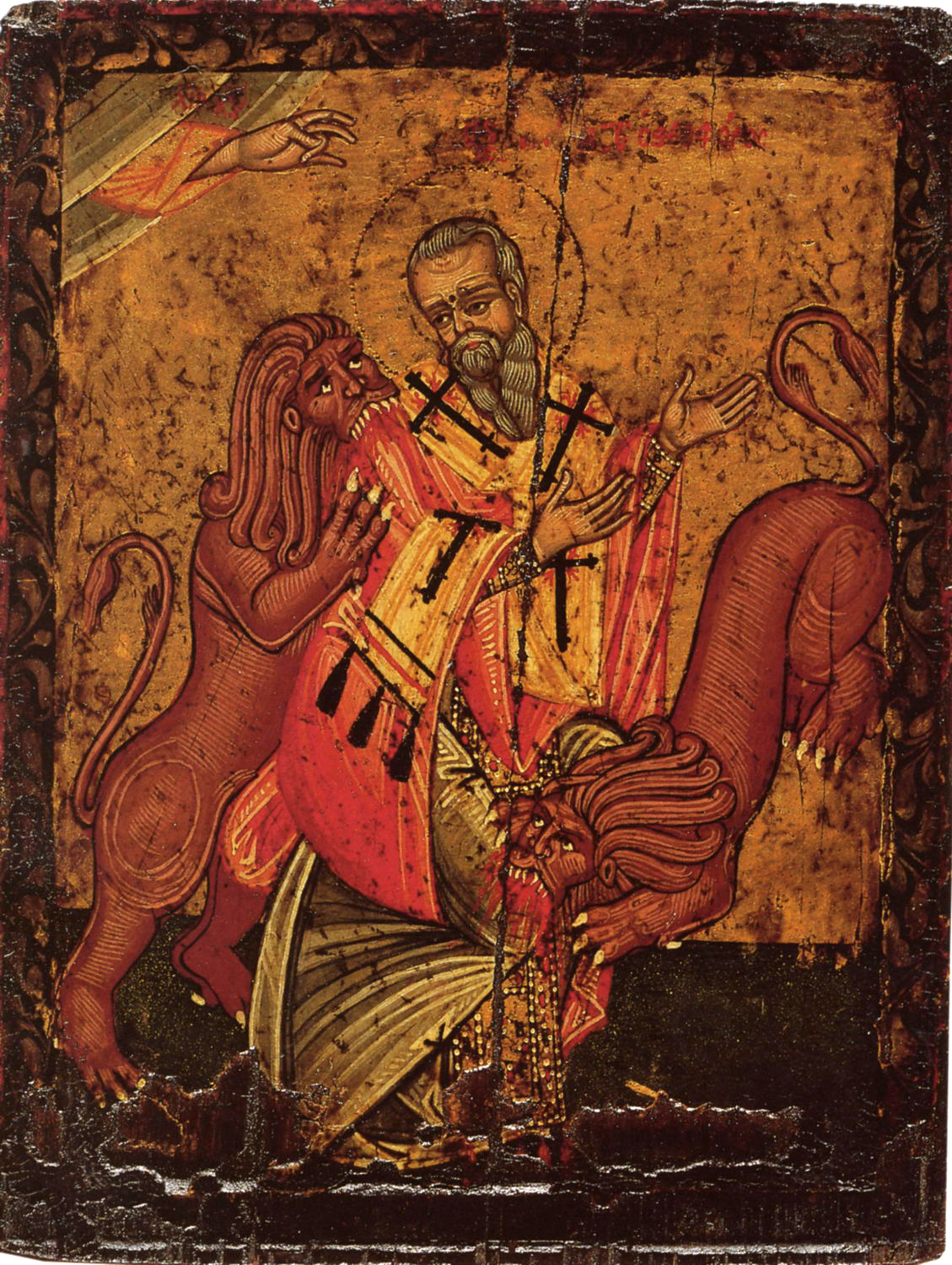
Le martyre de saint Ignace, icône bulgare ou macédonienne du XVIIe siècle.

En 1979, le philologue Robert Joly affirme, au terme d'un examen en grande partie philologique, que même les sept Lettres couramment tenues pour authentiques d'Ignace d'Antioche, personnage selon lui fictif, seraient « un faux issu du milieu smyrniote vers 165 ». L'abbé Roger Gryson, professeur de patristique et d'histoire de l'Église ancienne à l'université catholique de Louvain-la-Neuve, reconnaît que R. Joly a au moins montré que la thèse traditionnelle n'est pas aussi certaine qu'on le croyait.
La thèse de R. Joly ne convainc cependant pas tout le monde. Par exemple, W. R. Schoedel la rejette en 1980 et Charles Munier en 1993.
Reinhard M. Hübner en 1997 et Thomas Lechner en 1999 reviennent, contre Ch. Munier et W. R. Schoedel, à une thèse proche de celle de R. Joly.
En 2000, C. Moreschini et E. Norelli écrivent : « La majorité des savants (à laquelle nous nous rallions) n’a toutefois pas accepté ces propositions ; aucun élément décisif n’oblige à considérer comme un faux tout ou partie de la recension moyenne des lettres d’Ignace (cf. Munier cité dans la bibliographie). »
Paul Foster, en 2007, souligne que les arguments de Hübner et Lechner n’ont pas modifié le consensus entre chercheurs, qui conserve la datation proche de 110; Foster ajoute que les partisans de cette datation ne se montrent pas conscients de sa fragilité. En 2009, Otto Zwierlein reprend la thèse d'un faux, confectionné vers 170. En 2013, Bart D. Ehrman déclare ne pas trouver convaincants les arguments contre l'authenticité, mais il ne les discute pas.

## Théologie de saint Ignace

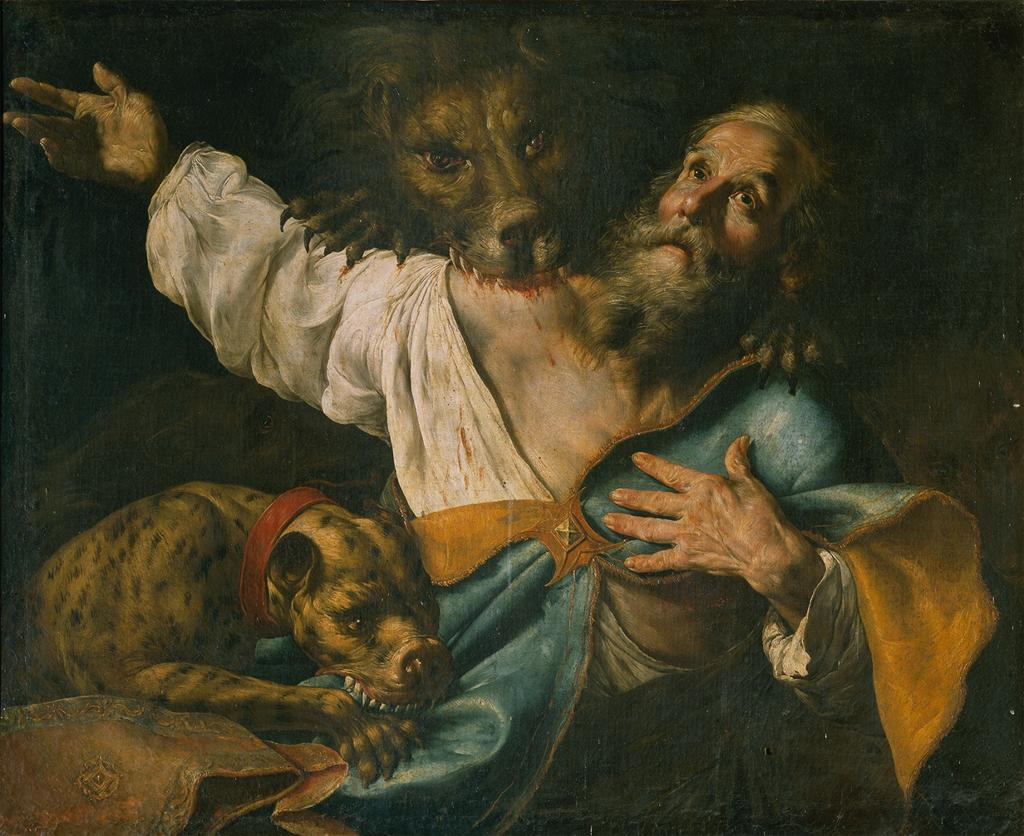
Le martyre de saint Ignace, école napolitaine de peinture.

Ses lettres tenues pour authentiques, brossent un tableau de la pensée théologique d'Ignace.
À titre d'exemples : sa christologie et sa théologie eucharistique.
Tout en affirmant  l'unité de Dieu (Magn 8.2), Ignace  évoque la Trinité soit par la formule « le Fils, le Père et l'Esprit » (Magn 13.1) soit « le Christ, le Père et l'Esprit » (Magn 13.2). Le Saint-Esprit  est cité à diverses reprises, outre les deux précédentes : Phil « suscr » et 7.1-2, Éph 18.2, Éph 9.1.
Tout en affirmant (contre les  docètes) la réalité de la vie humaine de Jésus-Christ (Smyrn 4.2, 5.2 ; Éph 7.2, 18.2, 20.2 ; Smyrn 3.1, 4.2, voir aussi Magn 11 ; Trall 9, Smyrn chap 1 à 6), Ignace affirme avec non moins de force sa divinité (Smyrn 1.1 ; Trall 7.1 ; Éph « suscr », 1.1, 15.1, 19.3 ; Rom « suscr », 3.3, 6.3 ;   Polyc 3.2, 8.3 ; Magn 6.1, 7.2…)
Sa théologie eucharistique est par ailleurs très précise : il définit en effet l'eucharistie comme un « remède d'immortalité, un antidote contre la mort » (Éph 20.2) dénonçant au passage ceux (en l'occurrence des docètes) qui « s'abstiennent de l'Eucharistie parce qu'ils ne veulent pas reconnaître en elle la chair de Jésus-Christ » (Smyrn 7.1). Il prévient de ne reconnaître comme « valide que l'eucharistie célébrée sous la présidence de l'évêque ou de son délégué » (Smyrn 8.2 ; voir aussi Philad chap. 4).
Sa théologie ecclésiale insiste longuement dans toutes ses lettres (Magnésiens 2, 1; 3,1; 6,1;13, 1et 2) Philadelphiens (Prologue, 1,1; 7,1 et 3, 2), Smyrniotes (8, 1 et 2; 9,1), Romains (1, 3 et 2, 1) Tralliens (3, 1 ; 7,1 et 2; 13, 2), Ephésiens (2, 2; 4,1; 6,1 et 22, 2) sur l'importance de l'évêque qui occupe la place de Dieu dans l'Eglise locale, entouré de ses prêtres et de ses diacres, qui préside l'Eucharistie et gouverne son église, et à qui est due, comme à Dieu, une obéissance filiale. Au sujet des évêques, ces lettres sont citées par la constitution Lumen Gentium du concile Vatican II, à cause de leur importance fondamentale concernant la constitution hiérarchique de l'Eglise catholique.

## Écrits

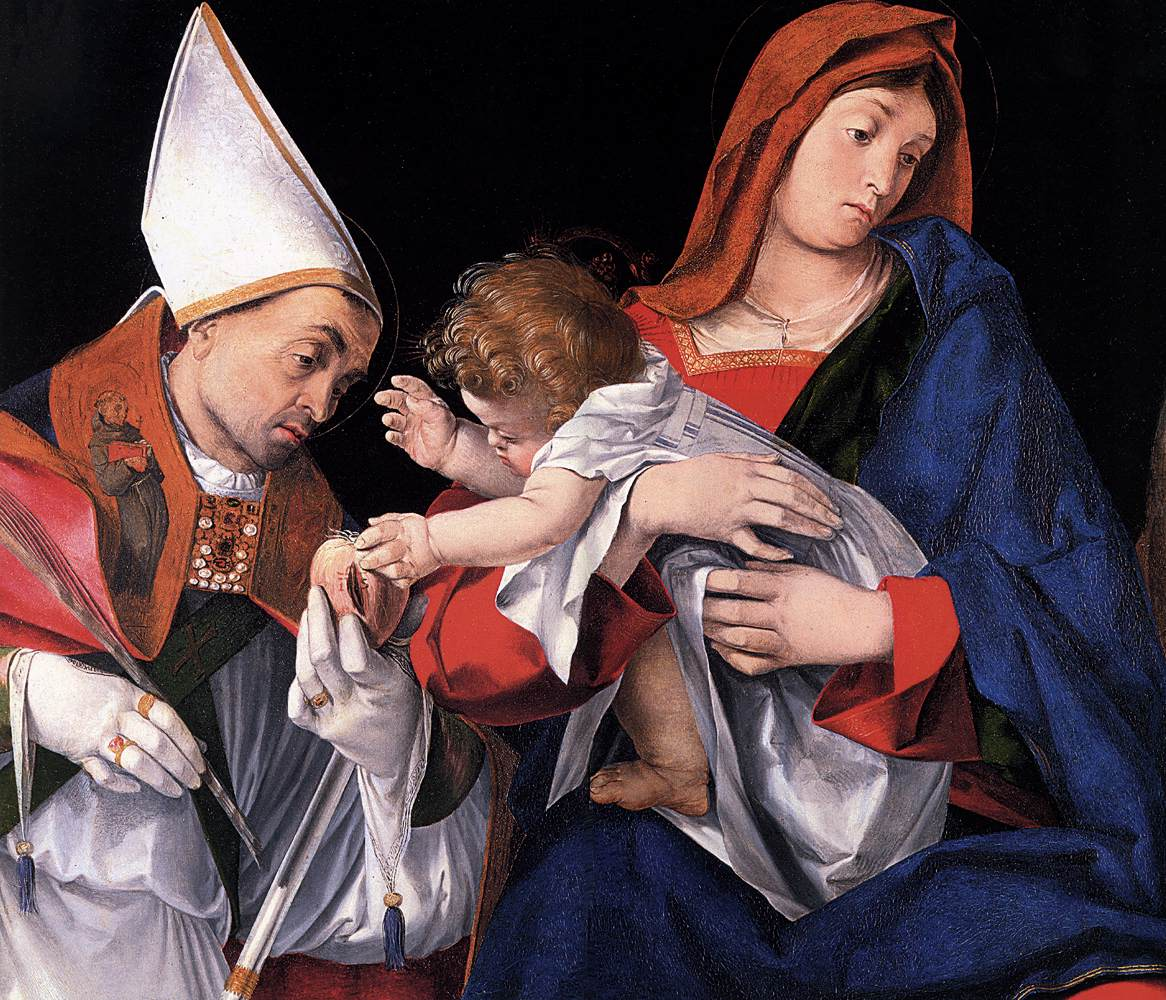
Vierge à l'Enfant avec saint Ignace d'Antioche et saint Onophrius (détail). 1508, Lorenzo Lotto, Galerie Borghèse.

Extrait : Genèse d'un texte et recours aux Écritures. Ignace, aux Éphésiens.
Soyons frères

« Vous êtes les pierres du temple du Père, préparés pour la construction de Dieu le Père, élevés jusqu'en haut par la machine de Jésus Christ, qui est la croix, vous servant comme câble de l'Esprit Saint ; votre foi est votre treuil et la charité est le chemin qui vous élève vers Dieu.
Vous êtes donc aussi tous compagnons de route, porteurs de Dieu et porteurs du temple, porteurs du Christ, porteurs des objets sacrés, ornés en tout des préceptes de Jésus Christ. Avec vous, je suis dans l'allégresse, puisque j'ai été jugé digne de m'entretenir avec vous par cette lettre et de me réjouir avec vous de ce que, vivant d'une vie nouvelle, vous n'aimez rien que Dieu seul.
Priez sans relâche (1 Th 5, 17) pour les autres hommes. Car il y a en eux espoir de repentir, pour qu'ils arrivent à Dieu. Permettez-leur au moins d'être instruits par vos actes. En face de leurs colères, vous, soyez doux ; de leurs vantardises, vous, soyez humbles ; de leurs blasphèmes, vous, montrez vos prières ; de leurs erreurs, vous, soyez fermes dans la foi (Col 1, 23) ; de leur sauvagerie, vous, soyez paisibles, sans chercher à les imiter.

Soyons leurs frères par la bonté et cherchons à être les imitateurs du Seigneur (1 Th 1, 6). »

— St Ignace d'Antioche. Lettre aux Éphésiens, 9-10, trad. T. Camelot révisée, Paris, Cerf, coll. « Sources chrétiennes » 10, 1969, p. 65-67.

#### Œuvres traduites
- Ignace d'Antioche, Polycarpe de Smyrne, Lettres. Martyre de Polycarpe, texte grec, introduction, traduction et notes par Pierre-Thomas Camelot (1945), o.p., Paris, Éditions du Cerf, coll. « Sources chrétiennes » 10 bis, 2007. (Reproduction identique, non mise à jour, d'une édition de 1969. Les études postérieures à 1969 ne sont pas mentionnées.)
- Lettres d'Ignace d'Antioche, traduction et notes par Pierre-Thomas Camelot, o.p., dans Les Écrits des Pères apostoliques, Texte intégral, Cerf, 2001.
- Lettres d'Ignace d'Antioche, in Premiers écrits chrétiens, dir. B. Pouderon, J.-M. Salamito, V. Zarini, La Pléïade, NRF, Gallimard, pp. 191-220.

#### Études
- Robert Joly, « Le dossier d'Ignace d'Antioche. Réflexions liminaires », dans Mélanges Armand Abel, vol. 3, Brill Archive, 1974, p. 116-125, partiellement consultable sur Google Livres. (Prémices de l'ouvrage de 1979.)
- Robert Joly, Le dossier d'Ignace d'Antioche, Bruxelles, Éditions de l'Université de Bruxelles, 1979.
- Robert Joly, « Le dossier d'Ignace d'Antioche. Réflexions méthodologiques », Problèmes d'Histoire du christianisme 9, Bruxelles 1980, 31-44.
- W.R. Schoedel, « Are the Letters of Ignatius of Antioch Authentic ? », Religious Studies Review, vol. 6 (1980), p. 196-201.
- Charles Munier, « Où en est la question d'Ignace d'Antioche ? Bilan d'un siècle de recherches 1870-1988 », dans W. Haase, Aufstieg und Niedergang der Romischen Welt, vol. II.27.1, p. 359-484, Walter de Gruyter, 1993, partiellement consultable sur Google Livres.
- Reinhard M. Hübner, « Thesen zur Echtheit und Datierung der sieben Briefe des Ignatius von Antiochien », Zeitschrift für Antikes Christentum, vol. 1, n° 1 (1997), p. 44-72.
- Thomas Lechner, Ignatius adversus Valentinianos? Chronologische und theologiegeschichtliche Studien zu den Briefen des Ignatius von Antiochien, vol. 47 des Supplements to Vigiliae Christianae, Brill, 1999, partiellement consultables sur Google Livres. Voir recension dans Bernard Sesboüé « Bulletin de théologie patristique grecque », Recherches de science religieuse 2/2002 (Tome 90), p. 249-287, en ligne.
- Claudio Moreschini, Enrico Norelli, Histoire de la littérature chrétienne ancienne grecque et latine. I . De Paul à l’ère de Constantin, Labor et fides, Genève, 2000.
- (en) Paul Foster, The Writings of the Apostolic Fathers, T&T Clark Biblical Studies, 2007.
- (en) Bart D. Ehrman, Forgery and Counter-forgery: The use of literary deceit in early christian polemics, Oxford University Press, 2013.
- Édouard Cothenet, L'Église d'Antioche, coll. "Aux origines du Christianisme », Paris, Gallimard, Folio Histoire, 2000, p. 373-377.
- Ignace d'Antioche, Les lettres aux Églises (Pères de l'Église), Les Editions Blanche de Peuterey, coll. « Format Kindle », 2012, 43 p. (ASIN B00AIVCV9Y)
- Édouard Cothenet, Communautés chrétiennes du Ier siècle, Paris, Salvator, 2015, 300 p. (ISBN 978-2-7067-1210-4)
- David Nirenberg : Antijudaïsme : Un pilier de la pensée occidentale, chap. 3, 2023, Éd. Labor et Fides,  (ISBN 978-2830917994).